# 孔宅真君宮
孔宅真君宮，位於臺灣高雄市小港區的一間大道公廟，主奉閩南醫神保生大帝（大道公）。

## 歷史沿革
孔宅真君宮緣於清領時期乾隆年間建築在鳳山郊外（過埤子）的一座廟宇。信徒分布在七柱地區（山仔腳過路淈、草埤腳、畑尾田中央、過埤仔土庫萬金庄頂庄、埤墘、中大厝大脚冬、空地子下庄籬仔內外空地），每年由各柱居民輪流舉辦祭典，隨著時間推移，聚落的興廢，最後只剩孔宅柱的信徒繼續在每年農曆三月十五日保生大帝誕辰時舉行祭典。
二戰末期（西元1944年）廟宇被風雨塌壞，香火中斷，保生大帝神像暫時奉祀在信徒陳蔭之家中；戰後，孔宅眾信徒提議樂捐並選定廟地在今址重建。於民國42年（西元1953年）十月十八日動土。在民國68年（西元1979年）5月8日，又集資動土二次重建，於民國70年（西元1981年）重建完成，為小港區孔宅里唯一的寺廟。

## 祀神
保生大帝、謝府二元帥、西天佛祖、觀音佛祖、廣澤尊王、中壇元帥、註生娘娘、福德正神、太歲星君、虎爺

## 外部連結
- 孔宅真君宮的Facebook專頁